# 쥐스틴 뒤푸르라푸앵트
쥐스틴 뒤푸르라푸앵트(프랑스어: Justine Dufour-Lapointe, 1994년 3월 25일~)는 캐나다의 프리스타일 스키 선수로 주 종목은 모굴이다. 2014년 동계 올림픽에서 여자 모굴 금메달을 획득하였다.